# دونالد میچل (مهندس صدا)
دونالد میچل (انگلیسی: Donald O. Mitchell) یک مهندس صدای اهل ایالات متحده آمریکا است. وی بین سال ۱۹۷۳ و ۲۰۰۲ میلادی در تولید حدود ۱۲۰ فیلم مشارکت داشته است. او برندهٔ یک جایزه اسکار برای بهترین صدا و سیزده بار نامزد این جایزه از آکادمی علوم و هنرهای سینما بوده است.

## منتخب فیلم‌شناسی
میچل یک‌بار برندهٔ جایزه اسکار برای بهترین صدا، و بارها نامزد دریافت این جایزه شد:
برنده
- گلوری (۱۹۸۹)[۲]

نامزدی
- The Paper Chase (۱۹۷۳)[۳]
- رگه نقره (۱۹۷۶)[۴]
- گاو خشمگین (۱۹۸۰)[۵]
- شرایط مهرورزی (۱۹۸۳)[۶]
- سیلورادو (۱۹۸۵)[۷]
- A Chorus Line (۱۹۸۵)[۷]
- تاپ گان (۱۹۸۶)[۸]
- باران سیاه (۱۹۸۹)[۲]
- روزهای تندر (۱۹۹۰)[۹]
- Under Siege (۱۹۹۲)[۱۰]
- فراری (۱۹۹۳)[۱۱]
- Clear and Present Danger (۱۹۹۴)[۱۲]
- بتمن برای همیشه (۱۹۹۵)[۱۳]